# 市川かおり (バスケットボール)
市川かおり（いちかわ・かおり、1983年11月15日 - ）は、北海道出身の元バスケットボール選手である。背番号2。ポジションはCF。

## 人物
札幌市立藻岩中学校・札幌山の手高等学校出身。高校卒業後は、広島銀行ブルーフレイムズに入団。
2003年の広銀休部により、デンソーアイリスに移籍。当時の身長は175cm、体重65kg。
2006-07シーズンには全試合スターティングメンバーに入った。
2009年に引退。社業に専念する。

## 経歴
- 札幌山の手高校 - 広島銀行（2002年〜2003年） - デンソー（2003年〜2009年）